# 阿什利 (密蘇里州)
阿什利（英語：Ashley）是位於美國密蘇里州派克縣的普查規定居民點。

## 歷史
阿什利的郵局於1835年設立，其後於1965年停運。

## 人口
根據2020年美國人口普查的數據，阿什利的面積為3.43平方千米，當中陸地面積為3.41平方千米，而水域面積為0.02平方千米。當地共有人口94人，而人口密度為每平方千米27.41人。